# دوموكاو ألونتو
أحمد «دوموكاو» ألونتو (1 أغسطس 1914 ـ 11 ديسمبر 2002) هو سياسي فلبيني مسلم، كان قائدًا لحركة النهضة الإسلامية في الفلبين لأكثر من أربعين سنة، وثالث رئيس لجامعة مندناو. حصل على جائزة الملك فيصل العالمية لخدمة الإسلام سنة 1408 هـ (1988 م).
ولد ألونتو في مدينة رامين (مراوي) بمقاطعة لاناو في 1 أغسطس 1914، وحصل على الزمالة في الأدب من جامعة الفلبين في مانيلا سنة 1934، ثم حصل على الليسانس في الحقوق من الجامعة ذاتها سنة 1938. وتولى عدة مناصب حكومية، قبل أن يُنتخب عضوًا في مجلس النواب، ثم عضوًا في مجلس الشيوخ.

## عضويته بمجلس النواب
سعى ألونتو أثناء عضويته بالكونغرس الفلبيني إلى تطوير مندناو اقتصاديًا وسياسيًا وثقافيًا، واستصدر العديد من القوانين المتعلقة بحقوق المسلمين في الفلبين، ومن ذلك طرحه مشروع قانون بإنشاء هيئة تطوير مندناو، واستصدر قانونًا بإنشاء جامعة مندناو (سنة 1961)، وقانونًا بمنح استقلالية أكثر للحكومات المحلية في المناطق الريفية المحرومة، وقانونًا بإنشاء لجنة الدمج الوطني.
رأس ألونتو اللجنة الخاصة التي شكلها مجلس النواب الفلبيني لبحث الحلول الممكنة لمشكلة مسلمي مورو.

## عضويته بمجلس الشيوخ
انتخب ألونتو لعضوية مجلس النواب الفلبيني سنة 1955، وظل عضوًا به حتى سنة 1961. كان عضوًا بوفد الفلبين بالمؤتمر الإفريقي الآسيوي في باندونغ، وهو الحدث الذي استغله ألونتو لتعميق صلاته ببعض كبار مسؤولي الشرق الأوسط.
ساعد ألونتو أثناء عضويته بالبرلمان الفلبيني في ابتعاث كثير من مسلمي بلاده للدراسة في الأزهر، والمدينة المنورة، ومكة المكرمة، والرياض، والكويت، ودمشق.

## جائزة الملك فيصل العالمية
حصل دوموكاو ألونتو على جائزة الملك فيصل العالمية في مجال خدمة الإسلام سنة 1988، وجاء في حيثيات منحه الجائزة أنه مُنِحها تقديرًا لعمله المتميز في سبيل خدمة الإسلام والمسلمين، والمتمل في:
1. قيادته لحركة النهضة الإسلامية في الفلبين، ومساهمته في إنشاء العديد من المؤسَّسات الإسلامية من أجل التوعية بالإسلام عقيدة وشريعة وسلوكًا.
2. تكوينه لهيئة تنمية في مندناو لرفع المستوى الاقتصادي للمسلمين في الفلبين، وحشده لطاقات مواطنيه من أجل القضاء على أسباب الوهن والضعف.
3. جهوده التي أدت إلى إنشاء جامعة مندناو التي تقوم بدور علمي مهم في المناطق الإسلامية، وتأليفه لعدد من الكتب القيّمة وترجمته بعض الدراسات الإسلامية إلى لغة المراناد، ومشاركته في عديد من المؤتمرات على المستويين القومي والعَالمي.
4. جهوده التي كللت بالنجاح في الحصول على الحكومة المركزية على تمكين المسلمين من انتخاب ممثليهم في المناطق الإسلامية بدلاً من تعيينهم من قبل تلك الحكومة، وفي اعترافها بالأعياد والعطل الدينية الإسلامية، وقبولها تعيين المسلمين في مناصب عليا مَدنية وعسكرية، وجهوده المتواصلة في سَبيل الحصول على الحكم الذاتي للمناطق الإسلامية وإقامة مجلس تشريعي فيها له صلاحيات تنمية المجتمع الإسلامي هناك والحفاظ على تراثه.[1]

## وفاته
توفي ألونتو في مسقط رأسه بمدينة مراوي سنة 2002، عن عمر ناهز التسعين عامًا.